# Alexandra Pomales
Alexandra Pomales (Indiana, Estados Unidos; 4 de julio de 1995) es una actriz, presentadora, cantante y bailarina de origen puertorriqueño. Ha participado en diversas producciones televisivas de Telemundo y Nickelodeon Latinoamérica en Miami. Es Miss Guayama Ausente 2012 y conductora del programa Turn It On por el canal de Youtube Nuevon.

## Biografía
Nacida en Estados Unidos, hija de padres puertorriqueños, y es la mayor de dos hijos. Luego a la edad de 3 años su familia se muda a Ocala, Florida; es aquí donde a los 5 años de edad comienza a recibir clases de actuación, baile y canto.
En el teatro realiza alrededor de 10 obras, como Frumpled Fairy Tales, Rogers & Hammerstein Cinderella, El libro de la selva y A Christmas Carol. También participó en el show Arabian Nights en Orlando. A la edad de 13 años completa su entrenamiento en artes marciales logrando alcanzar el rango de cinta negra en Taekwondo.
Sus padres deciden darle la oportunidad de estudiar actuación como una carrera y comienza a tomar clases de actuación para televisión, dirección de televisión, apuntador, telepronter y neutralización de acento con Héctor Zabaleta en Miami, Florida. También en el 2009 toma clases de modelaje profesional lo cual la ayuda a alcanzar a formar parte del Florida TeenBoard, la cual le da la oportunidad en la pasarela de caminar por diferentes causas benéficas como el maltrato de niños. En el 2010 también realiza su primer comercial de televisión para la cadena KFC, tres pilotos para televisión y su primer papel de reparto en la telenovela El fantasma de Elena. En enero del 2011 comienza a grabar para la cadena Nickelodeon Latinoamericana la serie juvenil Grachi. En abril del 2011 regresa a Telemundo a interpretar el papel de Andrea Ruiz, la hija de los protagonistas en la nueva producción La casa de al lado, la cual se estrenó al aire el 31 de mayo.
En el 2012 recibe el título de Miss Guayama Ausente 2012 y Pina Records le dio la oportunidad tener participación protagónica en el video musical Princesa Mia de Jalil Lopez. El 16 de abril de 2012 ella regresa como animadora de su propio programa Turn It On por Youtube.
En el 2014 Pomales participa en la serie Killer Women, producida por Latin World Entertainment para la cadena ABC. En la serie interpreta a Hailee Parker, una chica rebelde y descomplicada, sobrina de la protagonista, Molly Parker, una Texas Ranger especializada en crímenes de mujeres, interpretada por la actriz Tricia Heffer.
En el 2016 participa en la nueva telenovela producida por Telemundo Silvana sin lana junto a Maritza Rodríguez, Carlos Ponce, Marimar Vega, Adriana Barraza y entre otros. Alexandra Pomales interpreta el papel de Lucía "Lucha" Gallardo, la hija de Manuel Gallardo (Carlos Ponce).

## Filmografía
| Año  | Título                               | Papel                  |
| ---- | ------------------------------------ | ---------------------- |
| 2010 | El fantasma de Elena                 | Lucía Meyerstone       |
| 2011 | Grachi                               | Beatriz "Betty"        |
|      | La casa de al lado                   | Andrea Ruiz Arismendi  |
|      |                                      |                        |
| 2014 | Killer Women                         | Hailee Parker          |
|      | En otra piel                         | Valeria                |
|      | Villa paraíso                        | Karen Parker           |
| 2016 | Silvana sin lana                     | Lucía "Lucha" Gallardo |
| 2017 | Milagros de Navidad                  | Karen Diaz             |
| 2020 | Decisiones: unos ganan otros pierden | Ep: el sustituto       |